# Ханс Кристоф Бух
Ханс Кристоф Бух (на немски: Hans Christoph Buch) е немски белетрист, есеист, преводач и репортер.

## Биография и творчество
Ханс Кристоф Бух е роден на 13 април 1944 г. в хесенския град Вецлар в семейството на дипломат. Израства във Вецлар, Висбаден, Бон и Марсилия. В Бон полага матура, а после следва германистика и славистика в Бонския университет. Продължава следването си в Берлин.
През 1967/68 г. Бух е стипендиант в Writers' Workshop при университета на Айова, САЩ, където органвизира протести срещу Войната във Виетнам.
През 1972 г. прави дисертация в Техническия университет на Берлин при Валтер Хьолерер и завършва като доктор по философия.
Още през 1963 г. участва в заседанията на свободното литературно сдружение Група 47, където чете свои творби.
Ранните му прозаически творби проявяват уклон към гротеска. През 60-те години неговите литературоведски и критически текстове издават влиянието на студентското движение и на един недогматичен марксизъм.
От 1972 до 1986 г. Ханс Кристоф Бух е член на Съюза на немските писатели, а от 1972 до 1998 г. – на немския ПЕН клуб.
Живее в Берлин.

## Награди и отличия
- 1984: Verleihung des Titels Ritter (Chevalier) des Ordre des Arts et des Lettres in Paris.
- 2004: Preis der Frankfurter Anthologie
- 2011: „Награда Шубарт“
- 2014: Почетен доктор на университета в Берн